# Robert X. Cringely
Robert X. Cringely (Apple Creek, 28 gennaio 1953) è un giornalista statunitense esperto di informatica e nuovi media.

## Biografia
Sostiene di essere stato l'impiegato numero 12 di Apple Computer; ha raccontato di essere stato licenziato e riassunto tre volte sempre da Steve Jobs.
Il nome reale è Mark Stephens, il suo pseudonimo nasce sulla colonna di InfoWorld. Quando John Dvorak un altro editorialista ha deciso di utilizzare il suo pseudonimo, lo ha citato in giudizio e ha costretto la IDG sostenitrice di John Dvorack a pagargli le spese processuali e la corte gli ha consentito di utilizzare il suo pseudonimo ma non in pubblicazioni di informatica. Cringely continua a pubblicare e nonostante tutto utilizza il suo pseudonimo.

## Produzione
Scrive per molte pubblicazioni come: il The New York Times, Newsweek, Forbes, Upside, Success, e Worth. Per 8 anni (dal 1987 al 1995), ha scritto una rubrica per, Notes From the Field, in InfoWorld, in settimanale di informatica della IDG.
Il libro, Accidental Empires: How the Boys of Silicon Valley Make Their Millions Battle Foreign Competition and Still Can't Get a Date (ISBN 0887308554), pubblicato nel 1992, è un divertente racconto sulla storia della Silicon Valley.  Un documentario basato sul libro chiamato Triumph of the Nerds: The Rise of Accidental Empires venne prodotto dalla Public Broadcasting Service (PBS) nel 1996, Cringely era il presentatore.
Scrive una rubrica su il sito internet della PBS chiamata I, Cringely: The Pulpit.